# Ptychomitrium marginatum
Ptychomitrium marginatum là một loài rêu trong họ Ptychomitriaceae. Loài này được (Wager & Dixon) Dixon mô tả khoa học đầu tiên năm 1922.